# Goszczyn
Goszczyn è un comune rurale polacco del distretto di Grójec, nel voivodato della Masovia.
Ricopre una superficie di 56,99 km² e nel 2004 contava 2 935 abitanti.